# Джамал ад-Дін II
Джамал ад-Дін II (*араб. جمال اد الدين‎; д/н — 1433) — 3-й султан Адалу у 1424—1433 роках.

## Життєпис
Походив з династії Валашма. Син Са'ад ад-Діна II, султана Іфату. 1403 року після поразки батька у війні з Ефіопією та падіння столиці Сайла разом з братами втік до Ємену. Тут вони отримали прихисток, а потім військову допомогу від Ахмада ан-Насіра, еміра держави Расулідів.
1415 році спільно з братами висадився на узбережжі Адалу, де його брата Сабр ад-Діна було оголошено султаном. Залишався впливовим при наступному султані — Мансур ад-Діні, після полону якого 1424 року визнав зверхність ефіопії.
Втім вже у 1425 році повстав. відправив війська на чолі із Хабра Джаушем проти ефіопського війська, який здобув перемоги у битвах біля Бале, Єдая і Джаз'я, встановивши зверхність над султанатом Бале, до того бувший васалом Ефіопії. Але згодом негус Єшхак I відвоював Єдаю.
В подальшому боротьба тривала за Джаз'ю, під час якої адалські війська протягом 3 місяців плюндрували прикордонні землі Ефіопії. Зрештою негус відступив до Блакитного Нілу. Армія Адалу переслідувала його протягом 5 місяців, грабуючи місцевість, здобув значну здобич, насамперед золотом.
За цим відправив Харба Джауша та свого брата Ахмада для нападу на ефіопську провінцію Даваро, яку було пограбовано. У відповідь негус почав новий наступ на Адал, зумівши перенести війну на територію султанату. 1429 року в битві біля Харджаї Джамал ад-Дін II кожна із сторін приписувала собі перемогу. Втім смерть негуса невдовзі після цього припинило війну. Водночас сили Адалу також були послаблені.
У 1433 році султан загинув внаслідок змови родичів. Йому спадкував брат Бадлай.